# اسکات بودن
اسکات بودن (انگلیسی: Scott Boden؛ زادهٔ ۱۹ دسامبر ۱۹۸۹) بازیکن فوتبال اهل بریتانیا است.
از باشگاه‌هایی که در آن بازی کرده‌است می‌توان به باشگاه فوتبال نیوپورت کانتی، باشگاه فوتبال مکلسفیلد تاون، باشگاه فوتبال شفیلد یونایتد، باشگاه فوتبال هالیفاکس تاون، باشگاه فوتبال چسترفیلد، و باشگاه فوتبال آلفرتون تاون اشاره کرد.